# ماري ستانتون
ماري ستانتون (بالإنجليزية: Mary Stanton)‏ (1947)؛ كاتِبة مُتخصِّصة في أدب الأطفال وروائية أمريكية. درست في جامعة منيسوتا.